# کورینس

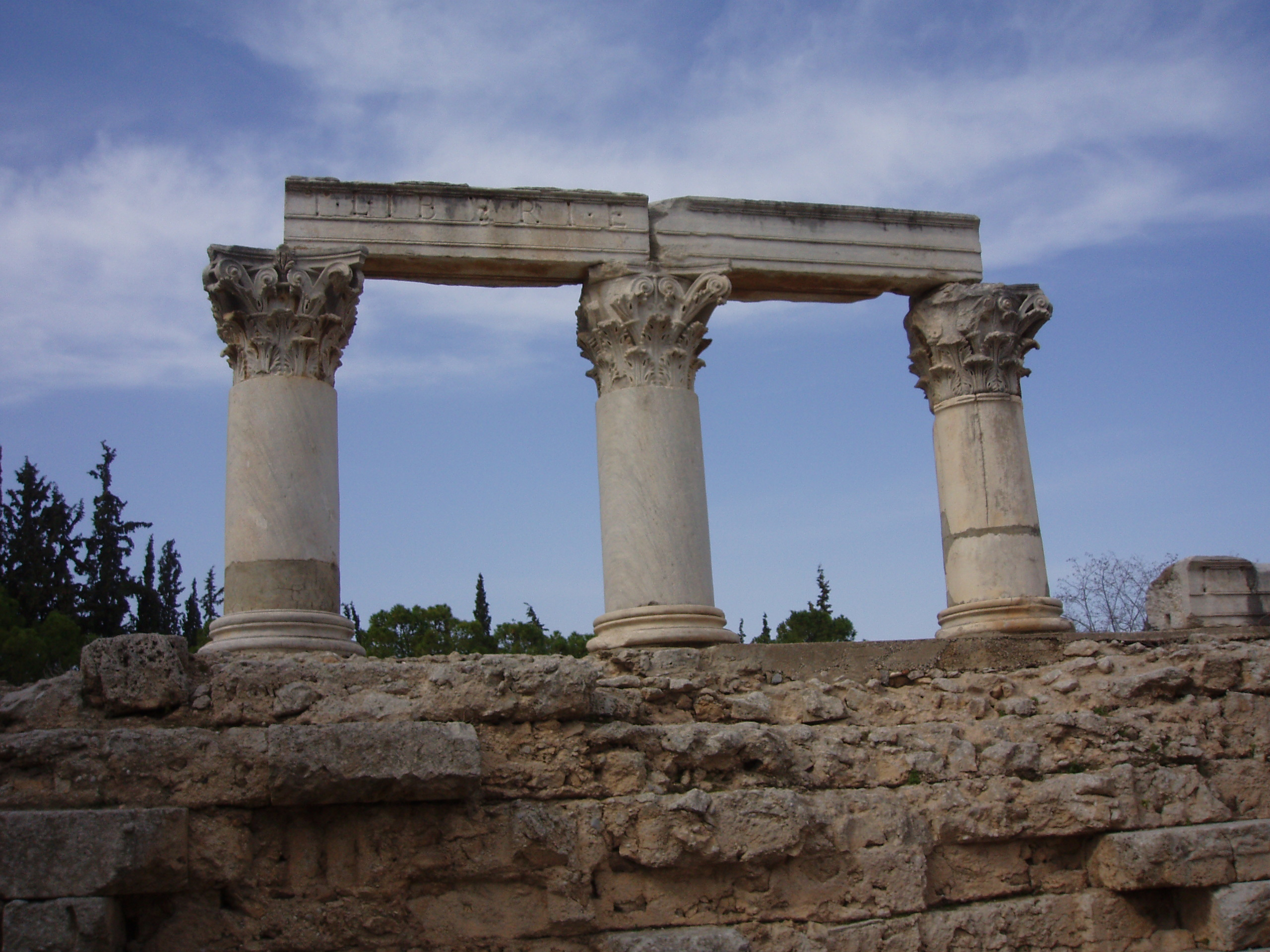
کورینتوس

کورینس (به فرانسوی: Corinthe) (به یونانی: Κόρινθος) که همچنین با نام های کورینت یا کورینتوس نیز شناخته می شود، شهری‌ است در یونان. پیشینهٔ این شهر به دولت-شهری به همین نام در زمان باستان و در باریکه کورینس بازمی‌گردد.
کورینت پیرامون ۷۸ کیلومتر دورتر از آتن جای دارد. جمعیت کورینت کنونی برپایهٔ سرشماری سال ۲۰۰۱ میلادی ۳۶،۵۵۵ تن است.

## تاریخچه
ساخت کورینت به دورهٔ نوسنگی در ۶۰۰۰ پیش از میلاد بازمی‌گردد. برپایهٔ افسانه‌های بومی کورینتوس خدایی که از تبار هلیوس خدای خورشید بود این شهر را بنیاد نهاد. همچنین باز پیرو اسطوره‌های یونانی کورینتی‌ها به همراه آگاممنون در لشکرکشی به تروا شرکت‌داشتند.
در سده‌ی هفتم قبل از میلاد، فردی به‌نام دماراتوس اهل کورینت از این شهر به ایتالیا مهاجرت کرد و در آنجا صاحب فرزندی به‌نام لوکومو شد. این لوکومو بعدها با تغییر نام خود به لوکیوس تارکوئینیوس پریسکوس پنجمین پادشاه روم شد.
کورینت در دوره‌های تاریخی در جنگ‌های ایران و یونان از همراهان همیشگی یونانیان بوده و برای نمونه در نبرد سالامیس چهل کشتی کورینتی همراه بوده‌اند.
در ۱۴۶ پیش از میلاد پس از یک شهربندان رومیان بر کورینتوس دست یازیدند و ویرانش نمودند. بازسازی آن به دست ژولیوس سزار به سال ۴۴ پیش از میلاد و اندکی پیش از ترورش انجام گرفت. باشندگان تازهٔ این شهر هم رومیان، یونانیان و یهودیان بودند.
در سال‌های ۳۷۵ و سپس ۵۵۱ میلادی کورینتوس دچار زمین‌لرزه و ویرانی گردید. پتیارهٔ دیگری که بر سر این شهر آمد تازش و تاراج آلاریک یکم میان سال‌های ۳۹۵-۳۹۶ میلادی بود که نامبرده گروهی از مردمان این شهر را به بند کشید و به بردگی فروخت. یوستی‌نیانوس یکم امپراتور بیزانس هم برای جلوگیری از تازش بربرها دیواری سنگی در شمال این شهر برپا نمود.
در ۱۴۵۸ میلادی عثمانیها پنج سال پس از گشودن کنستانتینوپل کورینتوس را نیز گشودند و نامش را به گوردس واگرداندند.
سرانجام در ۱۸۳۲ این شهر بخشی از پادشاهی یونان شناخته‌شد.

نمایی از کورینت باستان

## شهرهای خواهر
- سیراکوز سیسیل ایتالیا
- یاگودینای صربستان